# Markus Pfandler-Pöcksteiner
Markus Pfandler-Pöcksteiner (* 1979 in Zwettl-Niederösterreich) ist ein österreichischer Komponist und Chorleiter, dessen Schwerpunkt als Komponist im Bereich der Chormusik liegt.

## Leben
Markus Pfandler-Pöcksteiner legte im Jahr 1997 die Matura ab und studierte in den Jahren von 1999 bis 2005 Katholische Kirchenmusik an der Universität für Musik und darstellende Kunst Wien. Hier legte er im Jahr 2005 die 2. Diplomprüfung mit Auszeichnung für Orgel bei Franz Danksagmüller, Guido Maier und Klaus Kuchling ab. Zudem legte er im selben Jahr die 1. Diplomprüfung in Chorleitung bei Erwin Ortner, Johannes Hiemetsberger und Ingrun Fussenegger sowie die 2. Diplomprüfung mit Auszeichnung in Komposition bei Wolfgang Sauseng ab. Zeitgleich studierte er Gregorianischen Choral bei Josef Kohlhäufl und von 2002 bis 2007 klassischen Gesang bei Peter Thunhart ebenda. Dieses Studium legte er mit der 1. Diplomprüfung mit Auszeichnung ab. Im Jahr 2011 machte er eine Ausbildung zum Psychotherapeuten mit der Absolvierung des Propädeutikums.
Neben regelmäßigen Auftritten als liturgischer sowie Konzert-Organist im Waldviertel in den Jahren von 1992 bis 1998 gründete Pfandler-Pöcksteiner im Jahr 1997 den Verein studiovocale Wien, dessen Kammerchor er bis heute leitet.
Von 2005 bis 2015 war Markus Pfandler-Pöcksteiner Stiftskapellmeister von Altenburg und künstlerischer Leiter der Altenburger Sängerknaben; beim 50-jährigen Jubiläumskonzert der Altenburger Sängerknaben im Jahr 2011 hatte er die musikalische Leitung inne. Seit dem Jahr 2007 ist Pfandler-Pöcksteiner Mitglied der Kirchenmusikkommission. Gemeinsam mit Johann Simon Kreuzpointner und dem Kirchenmusikreferat der Diözese St. Pölten war er in den Jahren von 2009 bis 2011 für die Konzeption, Herausgabe und Präsentation des ersten Bandes der „Altenburger Chorhefte“ mit Chorwerken der Altenburger Chorleiter seit 1961 verantwortlich. In den Jahren von 2011 bis 2012 hatte er die künstlerische Gesamtleitung des Konzertes „Shalom – Music between friends“ und war gemeinsam mit Wolfgang Schult Herausgeber der „Johannes-Passion“ von Johann Steuerlein von 1954. Im Jahr 2019 gründete er gemeinsam mit Flora Königsberger den Konzertchor Niederösterreich.
Markus Pfandler-Pöcksteiner lebt in St. Pölten, ist verheiratet, Vater dreier Kinder und arbeitet seit dem Jahr 2016 als Psychotherapeut, Chorleiter und Komponist.

## Werke (Auswahl)

### Vokalmusik
- Gmüner Meßmusik 2003 – für Kantor, Chor, Gemeinde, Pauke, Orgel und zusätzliche Bläser, op. 6 (2003)[7]
- Judica – für sechsstimmigen Chor und Orgel solo, op. 7 (2004)[7]
- Liedkantate für ein Totengedenken – für Chor, Quintett mit Klarinette, Horn, Posaune, Orgel und Violine mit Solostimmen für Kantor und Sopran, op. 8 (2004)[7]
- Heiligenblutler Messe – für Chor, op. 9 (2004)[7]
- „Auferstanden“ – für achtstimmigen Chor, op. 10 (2005)[7]
- Colloquia veteris et novi testamenti – Oratorium für Solostimmen Sopran, Tenor und Bass mit Chor und Kammerorchester, op. 11 (2005)[7]
- „Geistliches Konzert - über die Relieffragmente am Hauptportal des Gurker Domes“ – Duett für Sopran und Mezzosopran und Oktett mit drei Violinen, zwei Violen, zwei Violoncelli und Kontrabass, op. 13 (2006)[7]
- „Versöhnung“ und „Ankunft“ – zwei Motetten für fünf- und sechsstimmigen Chor, op. 16 (2008)[7]
- Vier Stücke zur Passion – für vierstimmigen gemischten Chor und Viola solo, op. 17 (2009)[7]
- Messmusik für Pfingsten – Solo für zwei Kantoren, Chor, Gemeinde und Quartett mit Horn, Flügelhorn, Posaune und Orgel, op. 18 (2009)[7]
- Messmusik zur Hochzeit – für vierstimmigen gemischte Chor, Gemeinde und Holzbläserquintett, op. 20 (2010)[7]
- Vater unser – Chorzyklus über das Herrengebet, op. 21 (2010)[7]
- Music of wide scope – Kantate für das 50-jährige Jubiläum der Altenburger Sängerknaben, op. 23 (2011)[7]
- Via crucis domini nostri Jesu Christi – Passions-Kammeroratorium, op. 22 (2012)[7]

### Ensemblemusik
- „Three unfinished lovesongs“ – Duo für Klavier und Violine mit Bariton solo, op. 5 (2003)[7]
- „Wieder will mein froher Mund“ – Solo für Klavier und Männerstimme nach Texten von Hermann Hesse, op. 14[7]
- Messmusik „Taufe des Herrn“ – für Chor, Gemeinde, Orgel und Holzbläser, op. 15 (2007–2008)[7]
- 1. Saxophonquartett – für vier Saxophone, op. 19 (2009–2010)[7]
- „Essay (á propos du feu)“ – Streichquartett mit zwei Violinen, Viola und Violoncello, op. 25 (2011)[7]